# Schwedische Badmintonmeisterschaft 1963
Die Schwedische Badmintonmeisterschaft 1963 fand vom 31. März bis zum 1. April 1963 in Växjö statt. Es war die 27. Austragung der nationalen Titelkämpfe im Badminton in Schweden.

## Titelträger
| Disziplin    | Sieger                                            |
| ------------ | ------------------------------------------------- |
| Herreneinzel | Bertil Glans Halmstads BMK                        |
| Dameneinzel  | Gunilla Dahlström AIK                             |
| Herrendoppel | Berndt Dahlberg Bertil Glans SBK Halmstads BMK    |
| Damendoppel  | Berit Andersson Gunilla Dahlström MAI AIK         |
| Mixed        | Göran Wahlqvist Eva Pettersson BK Smash Ystads BK |